# Mycorrhaphoides
Mycorrhaphoides är ett släkte av svampar. Mycorrhaphoides ingår i ordningen Polyporales, klassen Agaricomycetes, fylumet Basidiomycota (basidsvampar) och riket Fungi (svampar).
Vilken familj Mycorrhaphoides tillhör är inte utrett. Namnet kommer från Mycorrhaphium med ändelsen -oides ("-liknade") och betyder "som liknar Mycorrhaphium".
Släktet innehåller en beskriven art - Mycorrhaphoides stalpersii - som hittills bara påträffats i Indien.